# سیارک ۳۵۷۲
سیارک ۳۵۷۲ (به انگلیسی: 3572 Leogoldberg، نامگذاری:1954UJ2) سه هزار و پانصد و هفتاد و دومین سیارک کشف شده‌است که در ۲۸ اکتبر ۱۹۵۴ کشف شد.
قدر مطلق سیارک برابر ۱۲٫۷۰ است.